# Micere Githae Mugo
Micere Githae Mugo (tên khai sinh Madeleine Micere Githae, 12 tháng 12 năm 1942 – 30 tháng 6 năm 2023) là một nhà viết kịch, tác giả, nhà hoạt động, người hướng dẫn và nhà thơ đến từ Kenya. Bà là một nhà phê bình văn học và giáo sư văn học trong Khoa nghiên cứu người Mỹ gốc Phi tại Đại học Syracuse. Bà bị buộc phải lưu vong vào năm 1982 từ Kenya trong chế độ độc tài Daniel Arap Moi vì các hoạt động của bà và chuyển sang dạy học ở Zimbabwe, và sau đó là ở Hoa Kỳ. Mwalimu Mugo dạy văn học dân gian, Văn học, và sáng tạo văn học. Các ấn phẩm của bà bao gồm sáu cuốn sách, một vở kịch được đồng tác giả với Ngũgĩ wa Thiong'o và ba chuyên khảo. Bà cũng đã biên tập các tạp chí và chương trình giảng dạy của trường học ở Zimbabwe. East African Standard liệt kê bà trong số 100 người có sức ảnh hưởng nhất ở Kenya năm 2002.
Bà qua đời ngày 30 tháng 6 năm 2023, thọ 80 tuổi.

## Thời thơ ấu
Mugo sinh năm 1942, ở Baricho, Quận Kirinyaga, Kenya. Con gái của hai giáo viên tiến bộ (tự do), những người hoạt động chính trị trong cuộc đấu tranh giành độc lập của Kenya, bà đã nhận được một nền giáo dục tiểu học và trung học vững chắc ở Kenya, theo học tại Trường nữ trung học Alliance. Bà trở thành một trong những học sinh da đen đầu tiên được phép ghi danh vào học viện trước đây là một học viện riêng biệt. Sau đó, bà theo học Đại học Makerere (nơi bà có bằng cử nhân năm 1966), Đại học New Brunswick (lấy bằng thạc sĩ năm 1973) và Đại học Toronto (nơi bà lấy bằng tiến sĩ 1978). Bà đã đảm nhận một vị trí giảng dạy tại Đại học Nairobi vào năm 1973, và vào năm 1978 hay năm 1980 trở thành Trưởng khoa Nghệ thuật, khiến bà thành nữ trưởng khoa đầu tiên ở Kenya. Bà đã giảng dạy tại Đại học Nairobi cho đến năm 1982, và cũng đã giảng dạy tại Đại học Zimbabwe.

### Lưu vong
Mugo là một nhà hoạt động chính trị đã đấu tranh chống lại các vi phạm nhân quyền ở Kenya. Hoạt động chính trị của bà đã dẫn đến việc bà bị cảnh sát quấy rối và bắt giữ. Mugo và gia đình bà (bao gồm hai cô con gái nhỏ) đã bị buộc rời khỏi Kenya vào năm 1982 sau cuộc đảo chính của chính phủ Daniel Arap Moi sau đó bà trở thành mục tiêu quấy rối chính thức của chính phủ. Bà đã bị tước quyền công dân Kenya nhưng được trao quyền công dân Zimbabwe. Bà đã làm việc, viết và dạy từ nước ngoài kể từ khi rời Kenya. Từ năm 1984, bà là công dân của Zimbabwe.
"Tôi là một đứa trẻ của vũ trụ, tôi đã sống ở hầu hết các châu lục." — Micere Githae Mugo

## Sự nghiệp sau này
Mugo là người sáng lập và Chủ tịch Cộng đồng Pan Phi của Trung tâm New York, nơi bà khởi xướng các chương trình tình nguyện ở hai nhà tù. Bà đã là một diễn giả chính thức cho Ân xá quốc tế và là cố vấn cho sê-ri "Africa on the Horizon" của Blackside. Hiện tại bà là một nhà tư vấn cho nhiều nền tảng, và nằm trong ban giám đốc của nhiều tạp chí. Bà cũng từng là chủ tịch của hội đồng quản trị của SARIPS, Viện nghiên cứu chính sách khu vực Nam Phi tại Harare. Bà hiện là giảng viên về Nghiên cứu Pan-Phi tại Đại học Syracuse, nơi cô tiếp tục hoạt động và sáng tác:
"Sáng tác có thể là một huyết mạch, đặc biệt là khi sự tồn tại của bạn đã bị từ chối, đặc biệt là khi bạn bị bỏ lại bên lề, đặc biệt là khi cuộc sống và quá trình phát triển của bạn đã phải chịu những nỗ lực bóp nghẹt bạn."
― Micere Githae Mugo

## Tác phẩm
Mugo là một nhà thơ nổi tiếng, đồng thời là tác giả hay biên tập viên của 15 cuốn sách. Tác phẩm của bà nhìn chung là lấy từ truyền thống châu Phi, Pan-Phi và quan điểm nữ quyền, và thu hút rất nhiều vào truyền thống văn hóa bản địa châu Phi. Bà cũng đã hợp tác với nhà văn người Zimbabwe Shimmer Chinodya trong việc biên tập các vở kịch và câu chuyện cho thanh thiếu niên bằng Tiếng Shona.
Vở kịch
- The Long Illness of Ex-Chief Kiti, East African Literature Bureau, 1976
- The Trial of Dedan Kimathi (co-authored with Ngũgĩ wa Thiong'o), Heinemann, 1976

Thơ
- Daughter of My People, Sing!, East African Literature Bureau, 1976
- My Mother's Song and Other Poems, East African Educational Publishers, 1994

Phê bình văn học
- Visions of Africa: The Fiction of Chinua Achebe, Margaret Laurence, Elspeth Huxley, and Ngũgĩ wa Thiong'o, Kenya Literature Bureau, 1978
- African Orature and Human Rights, National University of Lesotho, 1991

Tự truyện
- Writing & Speaking from the Heart of My Mind, Africa World Press, 2012

## Thành tích
- "The Top 100: They Influenced Kenya Most during the 20th Century", East African Standard – 2002
- Distinguished Africanist Scholar Award – 2007
- Courage Award, Girl Scout Council of Central New York
- President of United Women of Africa
- CNY Women of Distinction Award – 2008,
- Lifetime Community Service Award (CNY Women Syracuse Chapter)
- Beyond Community Recognition Awards, Inc. – 2004,
- Human Rights Award, Onondaga County Human Rights Commission – 2004.
- Rockefeller Foundation Award for writing and publication – 1992
- Ford Foundation Award for research on African orature and human rights 1987–90
- Marcus Garvey Award from the Canadian Branch of UNIA (1985).

## Xuất hiện trên TV
- International World Peace Summit – 2006 CSPAN (Panelist)

## Quan hệ
Bà có hai anh chị em nổi tiếng ở Kenya: cựu Giám đốc điều dưỡng Eunice Muringo Kiereini và chính trị gia Robinson Njeru Githae. Cha của họ là Solomon Githendui Githae (1904 Lỗi2007).